# 岸谷蘭丸
岸谷 蘭丸（きしたに らんまる、2001年7月7日 - ）は、日本のインフルエンサー、タレント、実業家。旧活動名は柚木 蘭丸（ゆのき らんまる）。

## 来歴

### 生い立ち
岸谷五朗と岸谷香の間に長男として生まれる。3歳で小児リウマチを発症し、重い障害を患いながら幼少期を過ごした。10歳で新薬の治験を行い、徐々に症状が回復した。
トキワ松学園小学校を経て、早稲田実業学校中等部に進学。高等部には進学せずに、アメリカのニューヨークへ渡り、現地の高校に進学。高校の成績が優良であったため、1年で単位を全て取り終え、プリンストンにある別の高校に転入した。
大学受験ではアメリカのフォーダム大学に合格するも、進学せずに浪人。1年後、イギリスのユニヴァーシティ・カレッジ・ロンドンとイタリアのボッコーニ大学に合格し、2022年9月にボッコーニ大学に進学した。

### 活動
2021年、浪人時代にYouTubeやTikTokにて「柚木蘭丸」として動画投稿を開始。
2023年12月、海外のトップ大学に合格するための英語指導やエッセイ指導の専門塾「MMBH」を設立。自らも通っていたLiberty English Academyと業務提携。
2024年、世界各地の海外大学の情報や現地の日本人学生の体験談などを掲載するメディアプラットフォーム「留パス」を設立。
2024年11月28日、ABEMAの生配信情報番組『ABEMA Prime』でメディアに初出演し、自身の本名と両親の素性を公表。12月5日には、自身のYouTube動画にて、今後は本名の「岸谷蘭丸」で活動していくと報告した。
2025年4月3日、TBSの情報番組『Nスタ』で地上波に初出演。

## 出演

### テレビ番組
- Nスタ（TBSテレビ、2025年4月3日 - 現在） - 日替わりコメンテーター[7][8]
- しくじり先生 俺みたいになるな!!(テレビ朝日 、2025年8月1日)   -しくじり先生として出演[9]

### ウェブ番組
- ABEMA Prime（ABEMA NEWS、2024年11月28日 - 現在） - コメンテーター[5]
- IN MY OPINION presents Black or White（NewsPicks・YouTube、2025年1月29日 - 現在）